# Евгени Янев
Евгени Йорданов Янев е български шахматист, гросмайстор от 2002 г. Състезател е на ШК Локомотив 2000.

## Турнирни резултати
- 2001 –  Бургас (1 м. на Осми международен гросмайсторски турнир)[1]
- 2001 –  Одивелаш (1-2 м. на II Torneo Int de Odivelas)[2]
- 2002 –  Торино (2 м. зад Йордан Иванов на Scaccomatto 2002)[3]
- 2003 –  Верона (2-3 м. с Миролюб Лазич на Open Verona)[4]
- 2003 –  Шамбери (1 м. на 9 Intl. Festival Principal)[5]
- 2003 –  Тарагона (1-4 м. на IV Ciutat de Tarragona IO)[6]
- 2003 –  Фигерас (2 м. на IV 'Figueres' Miquel Mas)[7]
- 2003 –  Bois-Colombes (2 м. на 1 BC Chess Masters GM)[8]
- 2004 –  Barbera del Valles (1-3 м. на 27 Del Valles Int Open)[9]
- 2004 –  Слънчев бряг (2 м. на Мемориал Кесаровски-Георгиев)[10]
- 2005 –  Фигерас (3 м. на 6 Miquel Mas Intl. Open)[11]
- 2005 –  Барселона (1 м. на 13 Vila de Mentcada IO)[12]
- 2006 –  Белград (2-3 м. на Мемориал Арсо Тодоров)[13]
- 2007 –  Marcy d'Etoile (2 м. на Open International du Rhone 2007)[14]
- 2007 –  Шумен (1 м. на Мемориал Стоянов)[15]
- 2007 –  Гренобъл (2 м. на Tournoi de Maitres de Grenoble)[16]